# Ivan Starina
Ivan Starina, pripadnik Teritorialne obrambe, veteran vojne za Slovenijo, * ?, † februar 2004.
Starina je bil pripadnik TO RS med slovensko osamosvojitveno vojno. Tretji dan vojne 28. junija 1991 je bil hudo ranjen med napadom jugoslovanskih vojaških letal na Kum in je ostal 100 % invalid.

## Odlikovanja
- srebrni častni znak svobode Republike Slovenije
- medalja za ranjence
- spominski znak Kum